# داشا جوكوفا
داشا جوكوفا (بالروسية: Жукова, Дарья Александровна)‏‏ (8 يونيو 1981 في موسكو - ) عارضة، ونجمة اجتماعية، ورائدة أعمال، وصانع ملابس، ومشهورة، ومصممة، وجامعة (مقتنيات)، ومصممة أزياء من روسيا.